# USS LST-829
O USS LST-829 foi um navio de guerra norte-americano da classe LST que operou durante a Segunda Guerra Mundial.